# Джованні Баттіста Орсіні
Джованні Баттіста Орсіні (помер 1476) — 39-й Великий магістр лицарів-госпітальєрів (з 1467 р. до 1476 р.).

## Біографія
Джованні Баттіста Орсіні, був італійським дворянином (належав до знатної римської родини Орсіні). З 1442 по 1466 рік він був великим пріором ордену госпітальєрів у Римі.
Оскільки попередній магістр ордену госпітальєрів помер на «папських землях», то було вирішено, що Папа має право призначити наступника, тож 4 березня 1467 р. Джованні Баттісту Орсіні призначено великим магістром ордену госпітальєрів, яким він був до своєї смерті на о. Родос (8 червня 1476 року).
Джованні Баттіста Орсіні зробив структуру ордену більш гнучкою та підвищив його готовність до нападу. З метою підвищення обороноздатності острова він призначив П'єра д'Обюссона наглядачем укріплень острова.
Вже в 1469 році османи напали на острів з флотом з 30 галер. Висадившись на берег вони захопили значну частину острова, проте були відкинуті атакою кінноти лицарів.
Великий магістр здійснював низку операцій спільно з іншими християнськими правителями. Зокрема він отримав від Папи Сікста IV 30 галер, які спільно з декількома кораблями Неаполітанського королівства та Венеційської республіки під керівництвом адмірала і майбутнього дожа Венеції П'єтро Моченіго вирушили в Егейське море.
У 1470 році він відновив фортецю Фераклос, розташовану на острові Родос. Того ж року флот Мохаммеда II напав на острів Халкіду, який перебував у володінні венеційців, проте спільні зусилля венеційців і лицарів ордену не змогли здолати османів.
З метою захистити Родос від нападу османів Джованні Баттіста Орсіні наказав П'єру д'Обюссону встановити три вежі на Родосі і перекрити вхід до порту ланцюгом. Проте ці роботи не були виконані до смерті Великого магістра —8 червня 1476 року.